# Marc Citti
Pour les articles homonymes, voir Citti.
Marc Citti est un acteur et écrivain français né le 9 septembre 1966 à Issy-les-Moulineaux.

## Biographie
Acteur et auteur, Marc Citti débute à l'école des comédiens de Nanterre-Amandiers, dirigée par Pierre Romans et Patrice Chéreau.
Tout à la fin des années 1980, il travaille à plusieurs reprises avec Patrice Chéreau (Platonov, Hamlet, Hôtel de France, Le temps et la chambre, La Reine Margot). Il poursuit sa carrière théâtrale avec, entre autres, Jorge Lavelli, Luc Bondy, Yves Beaunesne, Stuart Seide, Marion Bierry, Nicolas Liautard, Zabou Breitman, Magali Léris ou Alexis Michalik.
Parallèlement à sa carrière théâtrale, Marc Citti joue également au cinéma et à la télévision. Il entretient notamment une complicité particulière avec le cinéaste Jérôme Bonnell, jouant dans bon nombre de ses films, et a incarné pendant plusieurs années un des personnages récurrents de la série Kaboul Kitchen.
En 2015, il joue Jacques Prévert dans le film Arletty, une passion coupable d'Arnaud Selignac aux côtés de Laetitia Casta.
Il est aussi auteur, compositeur et interprète de chansons et sort un premier album, Dénouer les liens, en 2007.
Marc Citti est également l'auteur de quatre pièces : Kiss Richard (prix d'interprétation masculine Avignon critique 2013), Le temps des suricates, créée au Théâtre des Béliers parisiens en 2014, puis repris au Ciné 13 théâtre, au Festival d'Avignon 2015 et en tournée en France, Les Vies de Swann (prix « coup de cœur » Avignon 2018) et Le voyage de Paula S (création janvier 2025 au Théâtre Montparnasse).
En juin 2015, Actes Sud publie un récit dont il est l'auteur retraçant ses années de jeunesse au côté de Patrice Chéreau, Les enfants de Chéreau.
Son premier roman, Sergent papa, parait le 16 août 2018 aux éditions Calmann-Lévy.
En février 2019, Les Vies de Swann suivi de Le Temps des suricates paraissent chez L'Harmattan / Théâtre.
Il est le frère de l'actrice Christine Citti.

## Filmographie

### Cinéma

#### Longs métrages
- 1987 : Hôtel de France de Patrice Chéreau : Philippe Galtier
- 1987 : L'Amoureuse de Jacques Doillon : Mathieu
- 1988 : Black Mic-Mac 2 de Marco Pauly : Gabriel Sauret
- 1991 : Cherokee de Pascal Ortega
- 1991 : Mensonge de François Margolin : Louis
- 1991 : Le Cri du lézard  de Bertrand Theubet : Angelo
- 1993 : Comment font les gens de Pascale Bailly : Hervé
- 1993 : Rupture(s) de Christine Citti : Fred
- 1993 : Les gens normaux n'ont rien d'exceptionnel de Laurence Ferreira Barbosa : Pierre
- 1994 : La Reine Margot de Patrice Chéreau : Crussol
- 1994 : Regarde les hommes tomber de Jacques Audiard : l'indicateur
- 1997 : Francorusse de Alexis Miansarow : Max
- 1999 : Les Cachetonneurs de Denis Dercourt : Lionel
- 1999 : Innocent de Costa Natsis : le voyou
- 2000 : Le Cœur à l'ouvrage de Laurent Dussaux : Bruno
- 2001 : Du côté des filles de Françoise Decaux-Thomelet : Ricky
- 2001 : Bad karma de Alexis Miansarow : Marc
- 2002 : Le Chignon d'Olga de Jérôme Bonnell : Pascal
- 2004 : Narco de Gilles Lellouche et Tristan Aurouet : flic 1
- 2004 : Les Yeux clairs de Jérôme Bonnell : Gabriel
- 2005 : Un couple parfait de Nobuhiro Suwa : Romain
- 2005 : Tout pour plaire de Cécile Telerman : Guillaume
- 2006 : J'attends quelqu'un de Jérôme Bonnell : Bouchardon
- 2006 : Où avais-je la tête ? de Nathalie Donnini : Marc
- 2008 : Faubourg 36 de Christophe Barratier : l'inspecteur de la Brigade Criminelle
- 2008 : La Journée de la jupe de Jean- Paul Lilienfeld : Frédéric Bergerac, le mari de Sonia
- 2008 : Nés en 68 d'Olivier Ducastel et Jacques Martineau : Serge
- 2010 : La Dame de trèfle de Jérôme Bonnell : Pujol
- 2011 : La Délicatesse de David Foenkinos et Stéphane Foenkinos : Pierre
- 2013 : La Pièce manquante de Nicolas Birkenstock : Gilbert, le détective privé
- 2016 : La Supplication de Pol Cruchten : le physicien (voix)
- 2017 : Aurore de Blandine Lenoir : le gynécologue
- 2019 : Edmond d'Alexis Michalik : le réceptionniste
- 2019 : Une jeunesse dorée d'Eva Ionesco : le Directeur de l'internat
- 2019 : On ment toujours à ceux qu'on aime de Sandrine Dumas : Gus
- 2021 : Le Sens de la famille de Jean-Patrick Benes : Monsieur Roulier

#### Courts métrages
- 1995 : Dialogue au sommet de Xavier Giannoli : Thadée
- 1998 : P.T.A.C. - Vivre avec son traitement de Christophe Loizillon : le jeune patient
- 2000 : Les Inévitables de Christophe Lemasne : Jean-Marc
- 2000 : Liste rouge de Jérôme Bonnell : Antoine
- 2003 : Looking for David Lynch de Vanessa Lhoste
- 2003 : Quelqu'un vous aime de Emmanuelle Bercot : l'interne
- 2006 : Quelques instants avec vous de Marie-Hélène Mille : Jacques
- 2006 : Mon miroir de Nicolas Birkenstock
- 2006 : Et alors de Christophe Le Masne : Benoît
- 2007 : Le Manteau de Orlanda Laforêt : François (voix)
- 2008 : Tout compte fait de Eric Rebut : Victor
- 2010 : Monsieur l'Abbé de Blandine Lenoir
- 2010 : Les Ventres vides de Julien Guetta : Richard
- 2011 : Conversation avec un épouvantail de Sylvain Dieuaide : le jeune homme
- 2013 : L'Aurore boréale de Keren Ben Rafael : flic 1
- 2013 : Sexy Dream  de Christophe Le Masne : Olivier
- 2014 : Le Passage de Mischa Harmeijer : le père
- 2015 : Y pas de lézard de Noël Fuzelier : Christophe
- 2016 : Clitopraxis de Emmanuel Laborie : Samuel

### Télévision

#### Téléfilms
- 1991 : Chronique d'une fin d'après-midi de Pierre Romans
- 1992 : Le Temps et la chambre de Patrice Chéreau : Le parfait inconnu
- 1994 : Cognacq-Jay de Laurent Heynemann : Guy
- 1994 : Couchettes express de Luc Béraud : Richard
- 1994 : Le Fou de la tour de Luc Béraud : Gustave, dit Gus
- 1995 : Charlotte dite Charlie de Caroline Huppert : Arnaud
- 1998 : L'Enfant des terres blondes de Edouard Niermans : Luigi / Mathieu
- 1998 : Bébé volé téléfilm de Florence Strauss : Lulu
- 2000 : Le Bimillionnaire de Michaël Perrota : Gérard
- 2001 : Quatre copains de Stéphane Kurc : Simon Bretteville
- 2002 : On ne choisit pas sa famille de François Luciani : Mathieu Devarenne
- 2003 : L'Adieu de François Luciani : Soldat puis lieutenant Cassard
- 2004 : Clochemerle de Daniel Losset : Arthur Torbayon, l'aubergiste
- 2005 : C'est la vie camarade de Bernard Uzan : Philippe
- 2005 : Le Grand Charles de Bernard Stora : chef des FFI
- 2006 : Mariage surprise d'Arnaud Sélignac : Arnaud
- 2007 : Maman est folle de Jean-Pierre Améris : Marc
- 2008 : Clémentine de Denys Granier-Deferre : Jojo
- 2008 : De nouvelles vies de Stéphane Kurc : Edouard
- 2008 : Seule de Fabrice Cazeneuve : Vincent Massot, le journaliste
- 2008 : La Reine et le Cardinal de Marc Rivière : Jeure
- 2009 : Un homme d'honneur de Laurent Heynemann : Julien
- 2009 : L'Évasion de Laurence Katrian : Henri
- 2010 : Un divorce de chien de Lorraine Lévy : Serge
- 2011 : Le Choix d'Adèle de Olivier Guignard : Olivier
- 2012 : Clemenceau d'Olivier Guignard : Georges Mandel
- 2013 : Silences d'État de Frédéric Berthe : Régis Lepetit
- 2013 : Dassault, l'homme au pardessus d'Olivier Guignard : Général
- 2015 : Arletty, une passion coupable d'Arnaud Sélignac : Jacques Prévert
- 2015 : Stavisky, l'escroc du siècle de Claude-Michel Rome : Charles Serva
- 2015 : L'Annonce de Julie Lopes-Curval : François
- 2016 : Le Choix de Cheyenne de Jean-Marc Brondolo : Lionel Keller
- 2018 : Né sous silence de Thierry Binisti : Francis
- 2020 : Meurtres à Toulouse de Sylvie Ayme : Serge Blondin
- 2022 : Eiffel, la guerre des tours de Mathieu Schwartz, Savin Yeatman-Eiffel (docu-fiction)  : Gustave Eiffel
- 2023 : À la joie de Jérôme Bonnell
- 2024 : Signalements d'Éric Métayer : Loïc

#### Séries télévisées
- 1988 : Cinéma 16 - épisode « L'Amoureuse » de Jacques Doillon : Mathieu
- 1988 : Sueurs froides - épisode 7 « À farceur, farceur et demi » de Arnaud Sélignac : Philippe
- 1989 : Condorcet de Michel Soutter : Henri
- 2000 : Sandra et les siens - épisode « Premières armes » de Paul Planchon : David
- 2000 : Boulevard du Palais - Saison 2, épisode 2 « La jeune morte » de Jacques Malaterre : Le Moniteur d'auto-école
- 2001 :  Les Enquêtes d'Éloïse Rome - Saison 1, épisode 6 « À cœur ouvert » de Denys Granier-Deferre : Olivier Lenz
- 2003 : L'Agence coup de cœur - Saison 1 épisode 1 « La stratégie des petits bonheurs » de Stéphane Kurc : Thierry
- 2003 : Père et Maire - Saison 3, épisode 3 « Faillite personnelle » de Marion Sarraut : Alain Vignal
- 2004 : Sœur Thérèse.com - Saison 3, épisode 1 « Jardin secret » de Joyce Buñuel : Frédéric Leclerc
- 2005 : Les Enquêtes d'Éloïse Rome - Saison 4, épisode 1 « Les feux de l'enfer » de Christophe Douchand : Michel Marcellin
- 2006 : Section de recherches - Saison 1, épisode 2 « Disparition » de Vincenzo Marano : Michel Duval
- 2006 : Boulevard du Palais - Saison 8, épisode 4 « Le jugement de Salomon » de Stéphane Kurc : Paul Sander
- 2007 : Sauveur Giordano - épisode 15 « Crédit pour un meurtre » de Dominique Tabuteau
- 2008 : Chez Maupassant - Saison 2, épisode 4 « Le petit fût » de Claude Chabrol : Un gendarme
- 2009 : Enquêtes réservées - Saison 1, épisode 6 « Dernière demeure » de Benoît d'Aubert : Philippe Morrand
- 2011 : Rani d'Arnaud Sélignac - épisodes 2 « Brigande » et 3 « Esclave » : Docteur Bontempré
- 2011 : Braquo - Saison 2, 5 épisodes : Latif Arifa
  - épisode 2 Seul contre tous de Philippe Haïm
  - épisode 4 Chèvres et Chacals de Philippe Haïm
  - épisode 5 Infiltré de Éric Valette
  - épisode 6 Mère et Patrie de Éric Valette
  - épisode 7 Au nom du pire de Éric Valette
- 2012 : Kaboul Kitchen (saison 1) de Allan Mauduit et Jean-Patrick Benes : Victor
- 2013 : Détectives - Saison 1, épisode 3 « Doubles vies » de Lorenzo Gabriele : Paul
- 2014 : Le sang de la vigne - Saison 4, épisode 3 « Cauchemar en Côtes-de-nuits » de Aruna Villiers : Bressel
- 2014 : Kaboul Kitchen  (saison 2) de Frédéric Berthe : Victor
- 2015 : Cassandre (saison 1 épisode 1 : « Le Saut de l'ange ») d'Éric Duret : Alexandre Morand
- 2016 : L'Accident de Edwin Baily : Pascal Pamart
- 2016 : Kaboul Kitchen (saison 3) de  Guillaume Nicloux et Virginie Sauveur : Victor
- 2017 : Candice Renoir : Lionel Bordier
- 2018 : HP (série OCS) : Olivier Gudz
- 2019 : Jeux d'influence de Jean-Xavier de Lestrade : Didier Forrest
- 2020 : HP, saison 2.
- 2022 : César Wagner (série, épisode 6 « L'Œil du lynx ») : David Lantier
- 2023 : Panda de Nicolas Cuche et Jérémy Mainguy : Sylvain Alvarez
- 2025 : Le Sens des choses de Keren Ben Rafael : Marc

## Théâtre

### Acteur
- 1984 : En attendant Godot de Samuel Beckett, mise en scène Emmanuel Ray
- 1985 : Stratégie pour deux jambons de Raymond Cousse, mise en scène Emmanuel Ray
- 1987 : Penthésilée de Heinrich von Kleist, mise en scène Pierre Romans, Festival d'Avignon, Théâtre Nanterre-Amandiers
- 1987 : Catherine de Heilbronn de Heinrich von Kleist, mise en scène Pierre Romans, Festival d'Avignon, Théâtre Nanterre-Amandiers
- 1987 : Platonov d'Anton Tchekhov, mise en scène Patrice Chéreau, Festival d'Avignon, Théâtre Nanterre-Amandiers : Glagoliev
- 1988 : Chroniques d'une fin d'après-midi spectacle composé de fragments d'œuvres d'Anton Tchekhov, mise en scène Pierre Romans, Festival d'Avignon
- 1988 : Hamlet de William Shakespeare, mise en scène Patrice Chéreau, Festival d'Avignon, TNP Villeurbanne, Le Cargo, tournée
- 1988 : Le Conte d'hiver de William Shakespeare, mise en scène Luc Bondy, Théâtre Nanterre-Amandiers, Festival d'Avignon, TNP Villeurbanne : Florizel
- 1989 : Hamlet de William Shakespeare, mise en scène Patrice Chéreau, Théâtre Nanterre-Amandiers, tournée européenne : Osric / Bernardo
- 1989 : Pathologie Verbale de Thierry Bedard d’après Rabelais
- 1991 : Le Temps et la chambre de Botho Strauss, mise en scène Patrice Chéreau, Odéon-Théâtre de l'Europe
- 1993 : Terres mortes de Franz Xaver Kroetz, mise en scène Daniel Girard, Théâtre national de la Colline, Théâtre des Treize Vents, Nouveau théâtre d'Angers
- 1993 :  Les Marrons du feu d'Alfred de Musset, mise en scène Michel Didym
- 1994 :  Les Journalistes d'Arthur Schnitzler, mise en scène Jorge Lavelli, Théâtre national de la Colline
- 1995 : Un Mois à la Campagne d'Ivan Tourgueniev, mise en scène Yves Beaunesne
- 1995 : L'Histoire tragique de la vie et de la mort du Dr Faustus de Christopher Marlowe, mise en scène Stuart Seide, Théâtre de la Ville
- 1995 : Arloc de Serge Kribus, mise en scène Jorge Lavelli, Théâtre national de la Colline
- 1998 : Yvonne, Princesse de Bourgogne de Witold Gombrowicz, mise en scène Yves Beaunesne, Théâtre national de la Colline
- 1999 : Un mois à la campagne d'Ivan Tourgueniev, mise en scène Yves Beaunesne, Théâtre de l'Athénée
- 2001 : La Souricière d'Agatha Christie, mise en scène Gérard Moulevrier, Comédie des Champs-Élysées
- 2002 : La Tectonique des nuages de José Riviera, mise en scène Marion Bierry
- 2004 : Richard III de William Shakespeare, mise en scène Didier Long
- 2005 : Littoral de Wajdi Mouawad, mise en scène Magali Leris
- 2006 : Ajax de Sophocle, mise en scène Nicolas Liautard
- 2009 : L'Avare de Molière, mise en scène Nicolas Liautard, Théâtre des Quartiers d'Ivry
- 2009 : Des gens d'après Urgences de Raymond Depardon, mise en scène Zabou Breitman, Petit Montparnasse
- 2012 :  Kiss Richard de Marc Citti d'après Richard III de Shakespeare, mise en scène Magali Léris
- 2013 - 2014 : Le Porteur d'histoire, texte et mise en scène d'Alexis Michalik, Studio des Champs-Elysées
- 2014 : Le Temps des suricates de Marc Citti, mise en scène Benjamin Bellecour, Théâtre des Béliers parisiens, Ciné 13 Théâtre
- 2016 : Prendre dates de Mathieu Riboulet et Patrick Boucheron, mise en scène Delphine Ciavaldini
- 2016 : Patrice Chéreau à l'œuvre, mise en espace de Thierry Thieû Niang, Théâtre de l'Odéon
- 2018 : Les Vies de Swann de Marc Citti, théâtre du Girasole, festival d'Avignon
- 2020 : Les Vies de Swann de Marc Citti, Centre national de création d'Orléans
- 2021 : Dom Juan de Molière, mise en scène Christophe Lidon, Centre national de création d'Orléans
- 2023 : Une étoile d'Isabelle Le Nouvel, mise en scène Stéphan Druet, théâtre Montparnasse
- 2023 : La Voix d'or d'Éric Bu, mise en scène Éric Bu, ATA, festival off d'Avignon théâtre Actuel La Bruyère en 2024
- 2025 : Le voyage de paula S. de Marc Citti mise en scène Stéphane Cottin Théâtre Montparnasse

### Auteur et acteur
- 2012 :  Kiss Richard d'après Richard III de Shakespeare, mise en scène Magali Léris
- 2014 : Le Temps des suricates, mise en scène Benjamin Bellecour, Théâtre des Béliers parisiens, Ciné 13 Théâtre
- 2018 : "Les vies de Swann"  mise en scène de l'auteur, Festival d'Avignon, CADO, studio Heberto
- 2025 : Le voyage de paula S. mise en scène Stéphane Cottin Théâtre Montparnasse

### Auteur et metteur en scène
- 2018 : Les Vies de Swann de Marc Citti, théâtre du Girasole, festival d'Avignon
- 2024 : Les enfants de Chéreau Théâtre des Amandiers de Nanterre

## Discographie
- 2007 : Dénouer les liens

## Distinctions
- 2002 : Prix d'interprétation au Festival du Jeune Comédien de Béziers pour Les Cachetonneurs de Denis Dercourt
- 2002 : Meilleur Second Rôle masculin (Prix du Jury) au Festival Jean Carmet de Moulins pour son interprétation dans Le Chignon d'Olga de Jérôme Bonnell
- 2013 : Prix d'interprétation masculine au Festival d'Avignon pour Kiss Richard de Marc Citti
- 2018 : Prix coup de cœur du club de la presse Avignon 2018 pour Les vies de Swann

## Publication
- Les Enfants de Chéreau. Une école de comédiens, Actes Sud, coll. « Actes Sud Papiers - Apprendre », #39, 160 p., 2015  (ISBN 978-2-330-05245-4)
- Sergent papa, éditions Calmann-Lévy, 2018
- Les vies de Swann suivi de Le temps des suricates. Théâtre. Éditions l'Harmattan, 2019
- Le voyage de paula S. librairie théâtrale, 2025